# OSCAR 44
OSCAR 44 oder PCSat 1 (Prototype Communications SATellite) ist ein US-amerikanischer Amateurfunksatellit für Packet Radio. Er wurde an der United States Naval Academy gebaut.
Der Satellit wurde am 30. September 2001 mit einer Athena-1-Rakete zusammen mit den Satelliten Starshine 3, PICOSat und SAPPHIRE vom Kodiak Launch Complex gestartet. Nach dem erfolgreichen Start erhielt der Satellit die OSCAR-Nummer 44 zugewiesen.
Der Satellit hat einen Digipeater für APRS im 2-Meter-Band. Üblicherweise arbeitet OSCAR 44 mit einer negativen Leistungsbilanz, das heißt, er wird bei jedem Eintreten ins Sonnenlicht durch die Photovoltaikzellen mit Spannung versorgt und bleibt beim Austreten aus dem Sonnenlicht für weitere ca. 45 Minuten mithilfe des durch die Photovoltaikzellen aufgeladenen Akkumulators aktiv.